# 東山奈央のドリーム*シアター
『東山奈央のドリーム*シアター』（とうやまなおのドリームシアター）は、2014年4月7日から2017年9月25日まで文化放送超!A&G+で放送されたラジオ番組。パーソナリティは東山奈央。

## 番組概要
番組を劇場の舞台に見立てて、パーソナリティの東山奈央が表現者としての様々な魅力を磨いていきながら、夢を実現していくためのラジオ番組。
日々の出来事だけでなく、東山奈央本人の出演情報や今後の事なども話をする。

### 放送時間
超!A&G+
2014年4月7日 - 2017年9月25日
- 毎週月曜日 21:30 - 22:00 （リピート放送: 火曜日 9:30 - 10:00）

ニコニコ動画 ニコニコチャンネル 東山奈央のドリーム*シアター
2016年12月8日 - 2017年9月28日
- 毎週木曜日 0:00から翌水曜日 23:59まで1週間無料配信（有料会員は1週間後も視聴可能）
- 有料会員は同時配信の おまけ放送を視聴可能

### パーソナリティ
東山奈央

### 提供
マリン・エンタテインメント

## コーナー
- 開け新たな扉!ミッション ドアー!
- キャラチェンジ!ちびっこヒーロー とーやまん!!
- リラクゼーションシアター
- オトナシアター
- ドリームメッセージ
- 嘘を見破れ!語源2択クイズ!

## ゲスト
- 第73回・第74回（2015年8月24日・31日） - 深川芹亜
- 第100回（2016年2月29日） - 古城門志帆
- 第153回・第154回（2017年3月6日・13日） - 諏訪彩花（第153回はサプライズ出演）

## OP・ED
- 第1回より第60回まで、番組独自のオープニング曲・エンディング曲が無く、ED曲は他の番組でも使っていた曲を使用していた。番組独自のテーマソングの話では他の番組も提供するマリン・エンタテインメント側の意向や他の番組では先行して制作している事もあり、東山本人も歌いたいとの意向もあってどうせならとコーナーの「キャラチェンジ!ちびっこヒーロー とーやまん!!」のキャラ5名から要望の多かった「ちょっぴりセクシーなピンク『桃山奈央』」にて歌う事に決定。
- 第61回 - 第104回・OP「Secret Cafe」、ED「Perfume of Night」（桃山奈央）
- 第105回 - 第130回・OP「チ・チ・チ・チアガール」、ED「コイイロセカイ」（黄山奈央）
- 第131回 - 第182回・OP「だぶるハッピー!!」（白山奈央&黒山奈央）、ED1「そらのおさんぽ」（白山奈央）、ED2「CONNECT」（黒山奈央）